# Radar (Britney Spears)
Radar è il solo singolo promozionale tratto dal quinto album di Britney Spears, Blackout e anche il quarto estratto dal sesto album della Spears Circus. La canzone è stata registrata nel 2006 ed è stata prodotta dai Bloodshy & Avant.
Nel 2008 fu poi inserita nell'ultimo album della Spears, Circus. Radar è stato confermato come quarto singolo di Circus il 7 maggio 2009 attraverso il sito dell'artista.

## Video musicale
Le riprese del video si sono svolte il 27 maggio e il 28 maggio 2009, presso il Bacara Resort & Spa di Santa Barbara. Il clip è stato girato in soli due giorni avendo uno staff di oltre 100 persone. A dirigere il video è stato il noto regista Dave Meyers, che in passato ha lavorato già con la cantante per i video Lucky , Boys e Outrageous. Il 29 giugno 2009, il video è trapelato su internet ed è stato ufficialmente pubblicato il 2 luglio sul account ufficiale Vimeo e sul sito ufficiale della Spears.
Il video mostra la principessa del pop inizialmente come fidanzata di un ricco ragazzo che compra il suo affetto con gioielli. Nel frattempo però entra nel "radar" della cantante un bellissimo ragazzo che lavora nella villa dove è ambientato il video. La ragazza non lo perde di vista e alla fine si vede come l'amore trionfa sul denaro, Britney se ne va con il ragazzo lasciando all'ex fidanzato la collana che lui le aveva regalato.
Dave Meyers, il regista ha commentato a MTV News dicendo che il video è stato ispirato dal video di Madonna, Take a Bow. Egli ha voluto sperimentare con il video per mostrare un nuovo lato della Spears, "Ho pensato, questo non è il primo singolo di Circus cerchiamo di essere un po' sperimentali e mettiamo da parte la danza ha detto Meyers." Penso che questo video è l'occasione per mostrare un nuovo lato di se stessa"."La stampa tende ad attaccare, così ho pensato che sarebbe meglio mostrare il suo lato di classe e concentrarsi su questo punto. Lei è in un punto dove questo sarebbe un passo positivo per la sua carriera".

## Pubblicazione e Successo
Inizialmente questa canzone doveva essere pubblicata come singolo ufficiale a fine giugno 2008; però dato che la Spears era al lavoro sul nuovo album, la pubblicazione è stata annullata. Successivamente, grazie alle grandi prestazioni nelle classifiche, "Radar" è stato pubblicato come singolo promozionale.
A fine marzo 2009 sono cominciate a circolare alcune voci, che davano Britney pronta a estrarre proprio Radar come quarto singolo per la promozione del suo sesto album di inediti, Circus.
Il 7 maggio 2009 è arrivata la conferma ufficiale di ciò che si era vociferato, il quarto singolo estratto da Circus è Radar.

## Critica
La canzone ha ricevuto recensioni eccellenti. Blender magazine afferma che è la seconda più potente traccia dell'album, un brano elettro-dance per il quale "molte pop stars arriverebbero ad uccidere pur di averlo nel loro repertorio".

## Tracce
Promo CD
1. "Radar" (Main Version) — 3:49
2. "Radar" (Instrumental) — 3:48

Promo CD (Poland)
1. "Radar" (Main Version) — 3:49

6 Tracks Promo CD (Brazil)
1. "Radar" (Main Version) — 3:49
2. "Radar" (Bloodshy & Avant Remix) — 5:44
3. "Radar" (Manhattan Clique Remix) — 5:58
4. "Radar" (Tonal Radio Edit) — 4:00
5. "Radar" (Tonal Club Mix) — 4:56
6. "Radar" (Instrumental) — 3:48

## Classifiche
| Classifica (2008/2009) | Posizione massima |
| ---------------------- | ----------------- |
| Australia              | 46                |
| Canada                 | 65                |
| Francia                | 44                |
| Irlanda                | 32                |
| Nuova Zelanda          | 32                |
| Regno Unito            | 46                |
| Stati Uniti            | 88                |
| Svezia                 | 8                 |

## Cronologia delle pubblicazioni
Da Blackout
| Data        | Etichetta    | Formati |
| ----------- | ------------ | ------- |
| Luglio 2008 | Jive Records | Promo   |

Da Circus
| Paese       | Data           | Etichetta          | Formati          |
| ----------- | -------------- | ------------------ | ---------------- |
| Stati Uniti | 23 giugno 2009 | Jive Records/Zomba | Airplay          |
| Regno Unito | 27 luglio 2009 | Sony Music         | Digital download |
| Germania    | 28 agosto 2009 | Sony Music         | CD               |

## Versioni e Remix ufficiali
- Album Version — 3:50
- Radio Edit — 3:43
- Instrumental — 3:49
- Manhattan Clique Club Mix — 5:58
- Manhattan Clique Radio Edit — 3:31
- Tonal Club Mix — 4:56
- Tonal Radio Edit — 4:00
- Tonal Club Instrumental — 4:56
- Bloodshy & Avant Remix — 5:44

## Crediti
- Voce: Britney Spears
- Voci supplementari: Candice Nelson
- Produttori: Bloodshy & Avant
- Co-Produttori: The Clutch
- Registrazione: Bloodshy & Avant, The Clutch
- Assistente: Jim Carauna
- Missaggio: Niklas Flyckt
- Bass and Guitar: Henrik Jonback
- Keyboards, Programming, Additional Bass and Guitar: Bloodshy & Avant
- Coordinatori di produzione: Bloodshy & Avant Studios (Stockholm, Sweden), Sony Music Studios (New York City), & Palms Resort Peal Theatre Recording Studios (Las Vegas, Nevada)